# Municipio Vecchio (Brno)
Il Municipio Vecchio (in ceco: Stará radnice) con la sua torre è uno degli edifici più antichi e più noti del centro storico della città di Brno, in Repubblica Ceca. 
Municipio storico della città, dal 1935 traslato nel Municipio Nuovo, attualmente è un centro culturale.

## Storia e descrizione

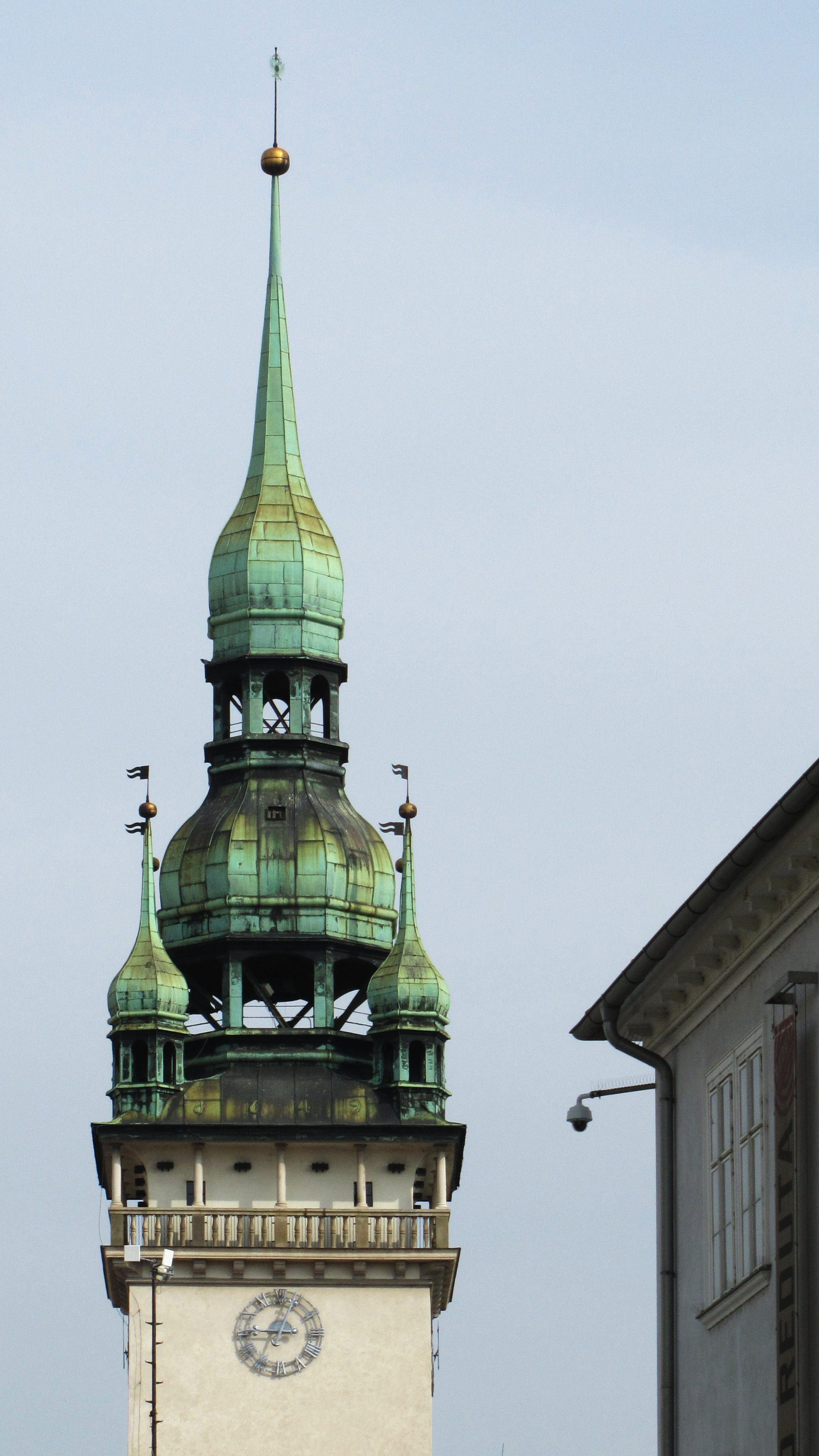
La Torre civica di 63 metri.

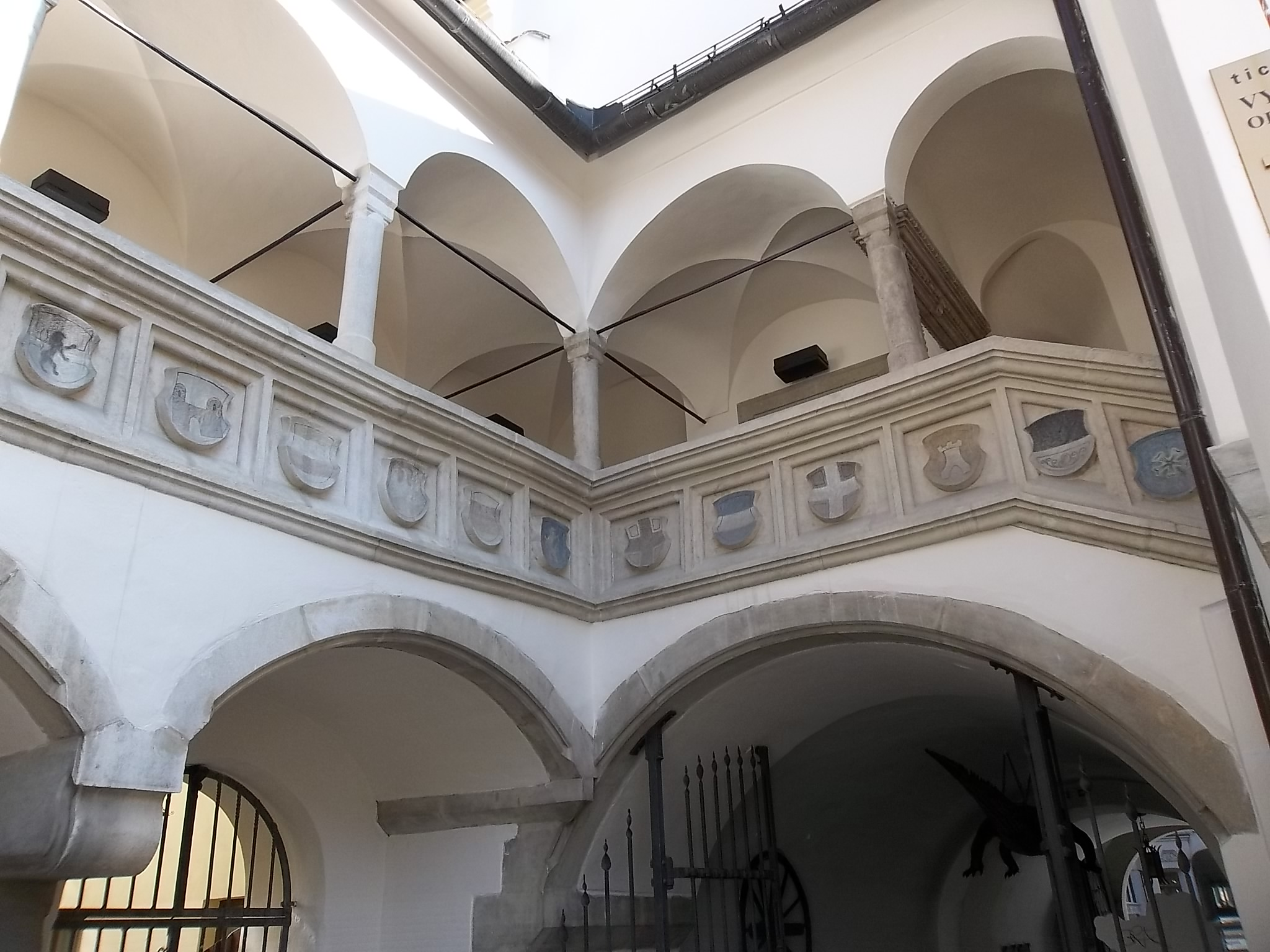
La loggia rinascimentale.

Il nucleo dell'attuale edificio e la torre di 63 metri emersero intorno al 1240 quando Brno ricevette i diritti civici. Venne eretto nella strada che collegava le due maggiori piazze cittadine, Horní trh (Piazza del Mercato Superiore), oggi "Zelný trh", e Dolní trh (Piazza del Mercato inferiore), o Piazza Grande. Si ergeva su due piani, il pianterreno accessibile dalla strada attraverso la torre, e il piano superiore con ingresso posteriore attraverso una galleria esterna. Nel corso del XIV secolo venne ampliato e modificato e nel 1424 vi venne aggiunta una cappella dedicata all'Immacolata Concezione della Vergine Maria. Nel 1577 venne dedicata a San Martino nel 1784, con le riforme di Giuseppe II d'Asburgo-Lorena trasformata in ufficio.
Nel municipio venivano conservate le carte civiche e tutte quelle dell'amministrazione del Margraviato di Moravia. Durante i secoli XV e XVI si acquisirono diversi lotti adiacenti e l'edificio si allungò in profondità e la sala del Consiglio comunale venne posta al piano nobile. Nei primi anni del XVI secolo così si decise di ampliare l'ingresso del Municipio, creando un passaggio sotto la torre che immetteva direttamente al cortile interno. Così tra il 1510 e il 1511 venne commissionato all'architetto cittadino Anton Pilgram la costruzione del caratteristico portale in pietra.
Ulteriori ristrutturazioni si operarono nel 1577 quando Pietro Gabri alzò la torre di circa quattro metri e ne completò la galleria; e nel 1587-88 quando si realizzò la galleria rinascimentale sul cortile che immette direttamente al piano nobile del palazzo comunale.
Durante l'assedio svedese di Brno del 1645, il municipio è stato danneggiato, i restauri furono eseguiti nella seconda metà del XVII secolo. A quel tempo si provvide anche a ristrutturare gli interni, che ricevettero le decorazioni in stile barocco eseguite da Jan Baptist Erna nel 1668-69. 
Nel 1709 il secondo piano del palazzo fu adibito a prigione, fu uno degli ultimi aggiustamenti dell'edificio.

## Il Portale di Pilgram

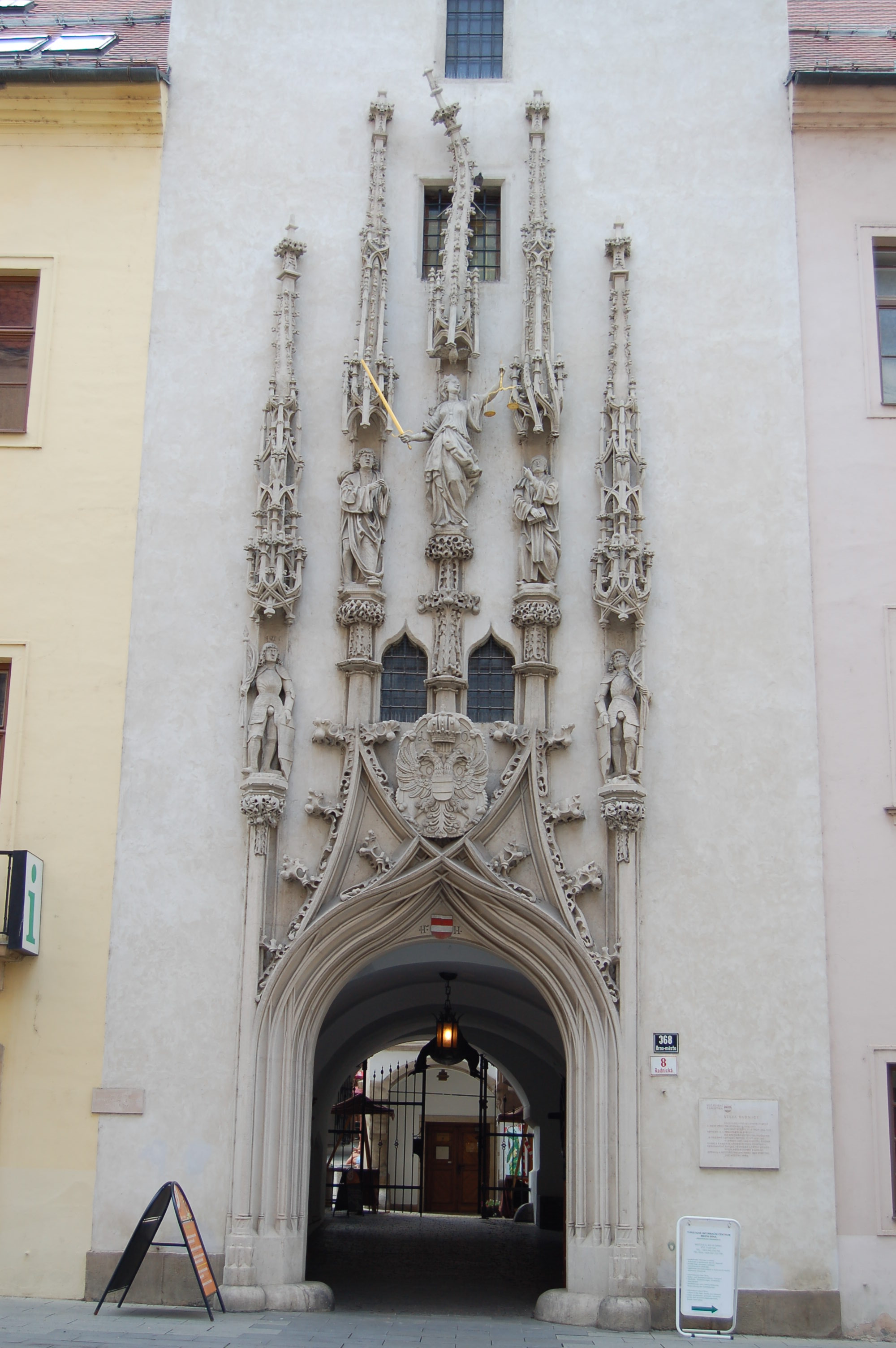
Il tardogotico Portale di Pilgram.

Nel 1510-11 l'architetto Anton Pilgram venne chiamato dal consiglio municipale per realizzare il portale del nuovo ingresso del Municipio. Pilgram realizzò un'opera assai singolare, un intreccio tardogotico di costoloni arcuati atti a sorreggere statue e pinnacoli, di cui quello centrale bizzarramente curvo. Secondo la leggenda, il Comune di Brno ritardava i pagamenti all'architetto e quest'ultimo minacciò che avrebbe lasciato il pinnacolo così fino alla completa regolarizzazione di quanto era stato stipulato originariamente.
Il portale culmina i cinque guglie recanti ciascuna una statua. Le due laterali, più basse mostrano due armigeri recanti gli scudi con lo stemma di Brno, le due seguenti raffigurano due consiglieri comunali intimiditi e quella centrale sorregge la statua, seicentesca, trionfante della Giustizia.

## Il Drago di Brno

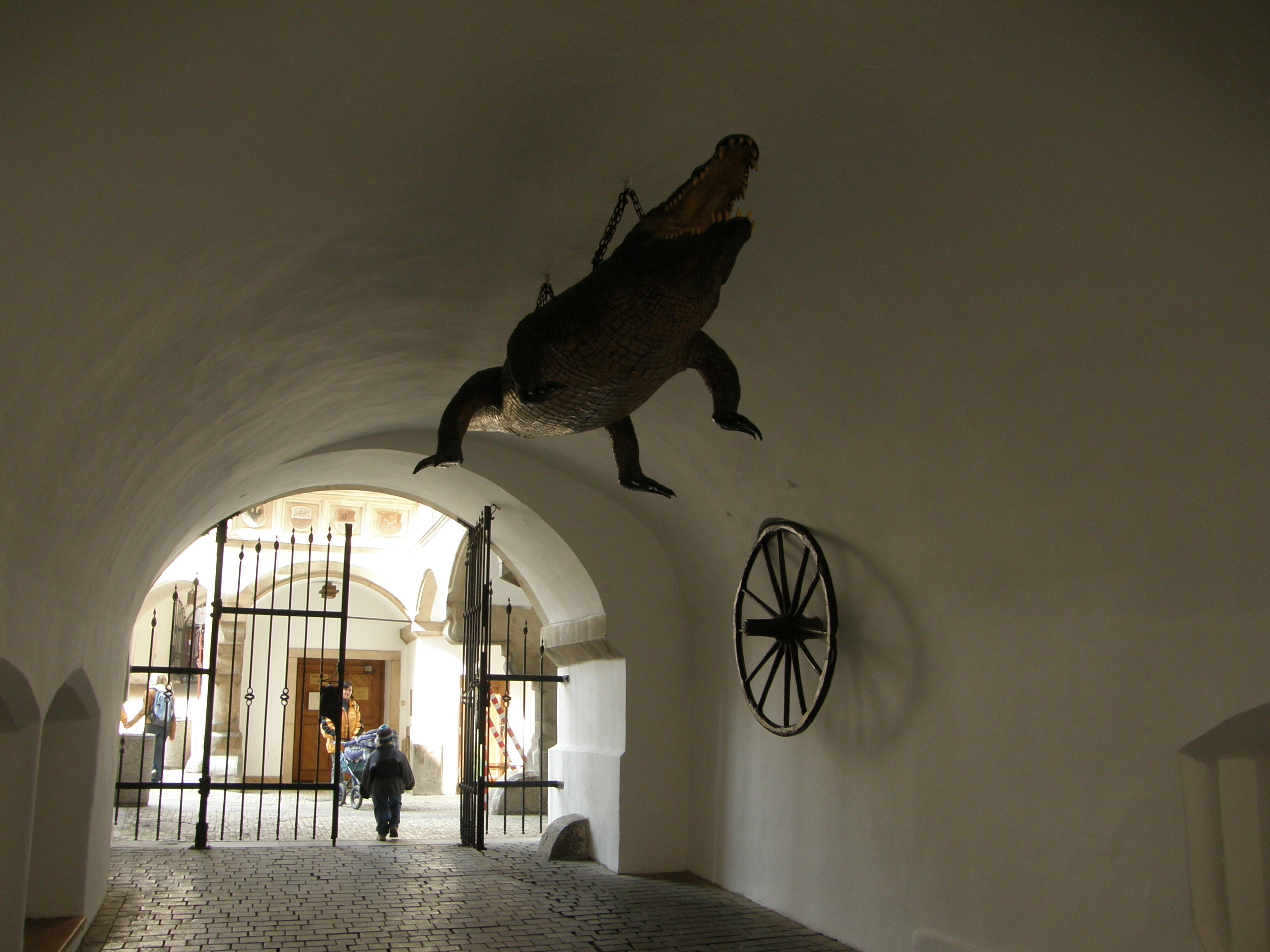
Il Drago di Brno.

Nella volta del passaggio d'ingresso, sotto la torre, è appeso il caratteristico Brněnský drak, il Drago di Brno. Secondo la leggenda viveva vicino alla città un drago che incuteva ai cittadini paura e terrore, e divorava gli animali. Il Consiglio Comunale allora offrì una ricompensa per l'uccisione del drago. Qualcuno ebbe così l'idea di avvolgere delle calce viva in una carcassa di mucca e di usarla come esca per il mostro. Il drago ingoiò l'esca e quando bevve un po' il drago scoppiò.
In realtà si tratta di un coccodrillo femmina impagliato dono di una delegazione turca del 1608.